# Sãotoméwielewaal
De sãotoméwielewaal (Oriolus crassirostris) is een zangvogel uit de familie Oriolidae (Wielewalen en vijgvogels).

## Verspreiding en leefgebied
Deze soort is endemisch op het eiland Sao Tomé, een eiland in de Golf van Guinee. Op het eiland is de vogel wijdverspreid, vooral in de primaire en secundaire bossen in het zuidwesten en midden van het eiland, en minder in het noordoosten. De sãotoméwielewaal komt niet in grote aantallen voor en wordt daardoor door de International Union for Conservation of Nature and Natural Resources geclassificeerd als "kwetsbaar".

## Trivia
De sãotoméwielewaal siert het biljet van 20.000 Santomese dobra.